# Tekken 7
Tekken 7 (яп. 鉄拳7 Тэккэн 7, «Железный Кулак 7») — компьютерная игра в жанре файтинг, разработанная японскими компаниями Bandai Namco Studios и Arika и выпущенная Bandai Namco Entertainment для аркадных автоматов 18 марта 2015 года, после чего 2 июня 2017 года она была портирована на PlayStation 4, Xbox One и Windows. Это седьмая основная часть игровой серии Tekken, которая представляет собой последнюю главу саги о противостоянии членов семьи Мисима, начавшейся более 20-ти лет назад в первом проекте франшизы. Повествование в игре разворачивается через создававшиеся в стилистике голливудских боевиков кинематографические кат-сцены и ожесточённые бои между участниками международного бойцовского турнира «Король железного кулака». По сюжету, организатор турнира и восстановленный в правах руководителя дзайбацу «Мисима» Хэйхати вызывает своего первенца, главу корпорации G Кадзую на решающий поединок, чтобы положить конец их кровной вражде, которая началась с момента смерти матери последнего — Кадзуми. Конфронтацию отца и сына осложняет таинственный воин Акума, намеревающийся убить обоих, чтобы отплатить долг Кадзуми.
Разработчики добавили в Tekken 7 новые боевые механики — Rage Arts, Rage Drives и Power Crushes, чтобы оптимизировать игровой процесс как для ветеранов серии, так и для менее опытных игроков. В 2016 году Bandai Namco выпустила обновлённую аркадную версию игры под названием Tekken 7: Fated Retribution (яп. 鉄拳7 FATED RETRIBUTION Тэккэн 7 Фэйтед Ретрибутион, «Железный Кулак 7: Судьбоносное возмездие»), в которой появились новые бойцы, в частности персонаж другой игровой серии в жанре файтинг Street Fighter Акума, после чего за ней последовала версия для домашних консолей с несколькими DLC. Tekken 7 получила всеобщее признание от игровых журналистов и фанатов франшизы. В 2024 году вышло её прямое продолжение — Tekken 8.

## Игровой процесс

Скриншот боя Хэйхати и Кадзуи. В игру было добавлено меню Auto Combo, позволяющее неопытным игрокам использовать сложные комбинации

Tekken 7 — это файтинг от третьего лица, в котором игрок управляет одним из практикантов различных видов боевых искусств и сражается с ИИ или другим игроком в режиме один на один. Бойцы атакуют из четырёх положений — стоя, в приседе, в прыжке и на бегу. Как и в предыдущих играх серии, персонажи наносят удары руками и ногами и создают из них различные комбо, а также используют захваты. Одним из нововведений игрового процесса является командное меню под названием Auto Combo, при активации которого меняется раскладка на контролере: теперь игроки могут использовать специальные приёмы персонажей путём нажатия одной из четырёх отвечающих за удары кнопок, вместо выполнения сложных комбинаций, состоящих из кнопок ударов и движений. Игрок может увеличить дистанцию между персонажами с помощью отступа, а также переместить своего бойца на другую линию игровой арены путём изменения направления кнопками «вверх» и «вниз»; таким образом, персонаж не только обходит противника, но и уклоняется от его ударов. Также бойцы в состоянии блокировать вражеские атаки.
Сражения разворачиваются на интерактивных локациях, часть которых состоит из двух уровней. При этом бойцы взаимодействуют с различными внутриигровыми элементами, например проламывают стены и полы, а также используют их во время выполнения комбо: при падении назад подброшенный оппонент отскакивает от пола и становится беспомощным на некоторое время, благодаря чему игрок получает возможность «жонглировать» им. Тем не менее, как и в Tekken Revolution (2013) игрок не может злоупотреблять этой механикой, известной как Bound, поэтому процесс «жонглирования» запускают лишь некоторые удары. В игру была добавлена схожая механика Screw, однако, в отличие от Bound, игрок не может продолжить комбо, если противник приземлится рядом со стеной. Кроме того, она может быть использована лишь единожды в течение одной и той же серии ударов. В том случае, если подброшенный оппонент, вместо того, чтобы отлететь назад приземляется на месте и проламывает пол, игрок теряет возможность продолжить комбинацию. Также в Tekken 7 появляется механика Power Crush: в некоторых случаях персонаж может поглотить встречную атаку противника собственным ударом, причём урон получат оба бойца. В сражениях время от времени используется «эффект сверхзамедления», который произвольно активируется в момент обмена ударами между игроком и его оппонентом или контратаки одного из них: помимо замедления внутриигрового времени приглушается фоновая музыка, а также изменяется ракурс камеры, чтобы акцентировать внимание игрока на соприкосновении ударов; при этом ИИ автоматически определяет победителя в этом кратковременном столкновении. Из Tekken Tag Tournament 2 (2011) в игру перекочевала механика Item Move, позволяющая персонажам применить в бою экипированное оружие, например базуку.
В игру возвращается система Rage из Tekken 6, которая активируется, когда шкала здоровья персонажа опускается до критического уровня. В состоянии ярости многократно увеличивается сила атак бойца, а вокруг его тела и шкалы появляется красное свечение. В Tekken 7 эту систему пополнили два дополнительных элемента:
- Rage Art — как и Power Crush является практически неблокируемой атакой, так как во время её использования персонаж становится невосприимчивым к большинству захватов и ударов противника. В состоянии ярости персонаж получает доступ к специальному приёму, который сопровождается уникальной анимацией: боец совершает рывок в сторону оппонента и наносит ему мощнейший удар, отнимающий большое количество очков здоровья[3]. Тем не менее, после использования Rage Art персонаж выходит из состояния ярости и более не может наносить повышенный урон. В обновлении Fated Retribution урон от Rage Art увеличивается исходя от количества оставшегося здоровья бойца[2].
- Rage Drive

Сюжетная кампания Tekken 7 представлена в режиме «Сюжет: „Сага о семье Мисима“». Также в основном меню присутствуют режимы «Сетевая игра» — игрок сражается с другими пользователями по сети — и «Локальная игра», состоящая из следующих дополнительных режимов:
- «Аркадный бой»
- «Бой за сокровища» — игрок противостоит неограниченному количеству управляемых ИИ бойцов, чей внешний вид был изменён при помощи различных предметов кастомизации; кроме того, каждый из этих оппонентов обладает уникальным пользовательским именем. В отличие от «Боя с призраками» из Tekken 6, за победу над ними игрок получает внутриигровую валюту, одежду или экипировку для персонажей[4].
- «Поединок» — сражения между двумя игроками на одной консоли.
- «Тренировка» — игрок изучает и отрабатывает уникальные приёмы и комбо разных персонажей. Его оппонент неподвижен по умолчанию, в него заложена лишь функция подъёма при падении. Игрок может настроить его действия: например, выбрать стойку, положение или степень защиты.

В Tekken 7 появилась функция сохранять повторы из локальных и сетевых поединков и просматривать их в соответствующем разделе «Повторы и советы». В разделе «Персонализация» игрок может изменить вид персонажей и вид игрока: добавить звание, выбрать оформление для дощечки, на которой будет указано звание, оформить табло с данными об игроке и внешний вид шкалы здоровья. Через раздел «Музыкальный автомат» пользователь настраивает фоновую музыку, которая будет играть в меню, во время выбора персонажа и сражений; при этом он может выбрать треки из ранних частей Tekken и спин-оффов Tag Tournament, Tag Tournament и Revolution. В раздел галерея добавлено всё внутриигровое видео из большинства консольных игр Tekken.  Игрок может изменить общие настройки игры и контроллера, отрегулировать качество звука и изображения, и получить информацию об авторских правах и создателях в разделе «Настройка», а также ознакомиться со своей статистикой в «Данных игрока». В Tekken 7 появился режим VR, состоящий из двух секций: в первой игрок может настроить внешний вид персонажей и рассматривать их внутриигровые модели в трёхмерном пространстве; во второй он сражается с противником и может изменить ракурс камеры, а именно увеличить или уменьшить масштаб. Из предыдущих проектов серии в седьмую часть вернулась мини-игра «Величайший кубок Tekken»: пользователь играет в боулиг боулинг как самостоятельно, так и против другого игрока. Помимо обычных кегель также используются специальные кегли в форме головы Хэйхати. Кроме того, из главного меню пользователь может перейти в PlayStation Store для приобретения «Сезонных пропусков» и других игровых бонусов.

### Персонажи
Вернувшиеся
По словам одного из руководителей разработки Кацухиро Харады, в Tekken 7 не вернулись многие персонажи из предыдущих игр франшизы, так как он и другие разработчики искали баланс между «контентом из прошлого и новым контентом», последний из которых привлекает внимание аудитории молодых игроков. Также руководитель разработки отметил, что мнения игроков разнятся относительно того или иного персонажа, а в качестве примера привёл Эдди Горду: боец отсутствовал в оригинальной аркадной версии, чем была недовольна часть фанатов, однако были и другие пользователи, которые «ненавидели [его боевой стиль] капоэйра». Кроме того, по этой же причине создатели минимизировали количество антропоморфных бойцов из предыдущих игр, в результате чего единственным из доступных персонажей-животных остался Кума II.
| - Алиса Босконович - Анна Уильямс - Армор Кинг II - Асука Кадзама - Боб Ричардсон - Брайан Фьюри - Вайолет - Ганрю - Джулия Чан | - Дзин Кадзама - Дьявол Дзин - Дьявол Кадзуя - Ёсимицу - Зафина - Кадзуя Мисима - Кинг II - Крэйг Мардук - Кума II | - Ларс Александерссон - Лео Клисен - Ли Чаолан - Лили Де Рошфор - Лин Сяоюй - Лэй Улун - Маршалл Ло - Мигель Кабальеро Рохо - Нина Уильямс | - Панда - Пол Феникс - Сергей Драгунов - Стив Фокс - Фэн Вэй - Хваран - Хэйхати Мисима - Эдди Горду - Элиза |

Новые
Ведущий дизайнер персонажей Томоко Одадзима отметила, что, при создании нового бойца члены команды в первую очередь выбирали одну из разновидностей боевых искусств, после чего приступали к работе над образом их практиканта: личность, мотивы и вкусы, и, наконец, дизайн. По словам Одадзимы, зачастую одного и того же персонажа рисовали разные люди — как члены команды разработчиков и сотрудники Bandai Namco, так и сторонние художники. Одновременно с этим разработчики прибегали к технологии захвата движения, чтобы создать внутриигровую модель, определить её телосложение, и, наконец, наложить слой кожи. Хотя по заявлению продюсера Майкла Мюррея этническая принадлежность персонажей не является первостепенным критерием, принимая во внимание популярность файтингов на Ближнем Востоке, представители Bandai Namco захотели добавить во франшизу бойца арабского происхождения. По словам Харады, они раздумывали над этой идеей ещё с 2008 года, однако, так как большинство разработчиков игровой серии были японцами, они мало чего знали о культуре Ближнего Востока. По этой причине Харада посетил Дубай и Саудовскую Аравию, что позволило ему разработать концепт-арт нового бойца, который он впоследствии разместил в своём аккаунте на Facebook, чтобы фанаты серии, в частности уроженцы Ближнего Востока, оценили дизайн. В январе стало известно его имя — Шахин. Во время Tokyo Game Show 2014 Харада представил первую из новых героинь Tekken 7 — практикантку боевого стиля сават латиноамериканского происхождения по имени Катарина, отметив, что она будет «остра на язык». Во время празднования 20-летия франшизы Харада раскрыл появление ещё одной героини — Лаки Хлои, эксклюзивной для игроков из Восточной Азии и Европы. С её помощью Харада и другие члены команды хотели привлечь к игре внимание не знакомых с франшизой игроков.
В игре состоялось первое полноценное появление жены Хэйхати и матери Кадзуи — Кадзуми Мисимы, героини, созданной ещё в 1995 году. В сюжетной кампании игрок недолго управляет юным Кадзуей из флэшбека с участием Хэйхати. Так как персонаж создавался исключительно для режима «Сага о семье Мисима», он обладает ограниченным набором движений, а его атаки наносят минимальное количество урона.
| Имя                                               | Происхождение     | Стиль боя                        | Описание |
| ------------------------------------------------- | ----------------- | -------------------------------- | --- |
| Гигас (яп. ギガース)                              | Неизвестно        | Разрушительный импульс           | В прошлом был подопытным корпорации G, который, в результате генетического эксперимента, превратился в огромного краснокожего гуманоида. Представители компании решили протестировать свою новейшую разработку в турнире «Король Железного Кулака». |
| Джек-7 (яп. シャヒーン)                           | Неизвестно        | Брутфорс                         | Модернизация модели «Джека». Был создан для проверки боеспособности при противостоянии биороботу Гигасу на турнире «Король Железного кулака». |
| Джози Рисаль (яп. ジョシー・リサール)             | Филиппины         | Эскрима                          | Девушка из семьи мастеров боевых искусств, которая под напором родителем обучилась эскриме. Также является моделью и кандидатом на вступление в Tekken Force, военизированное подразделение дзайбацу «Мисима». Принимает участие в турнире, чтобы продемонстрировать свои навыки. |
| Кадзуми Мисима / Дьявол Кадзуми (яп. アクマ)      | Япония            | Стиль карате Хатидзё и Мисима    | Подруга детства Хэйхати, которая впоследствии стала его женой и родила ему сына Кадзую. Когда Хэйхати возглавил дзайбацу «Мисима» и вознамерился завоевать мир, Кадзуми преисполнилась решимости остановить его. |
| Катарина Алвис (яп. カタリーナ・アウヴェス)       | Бразилия          | Сават                            | Потерявшая родителей в юном возрасте, Катарина воспитывалась в детском доме до тех пор, пока её не удочерил незнакомец. Пусть и не сразу, но ей удалось найти общий язык со своим приёмным отцом, который, ко всему прочему, обучил её боевым искусствам. После исчезновения опекуна, Катарина вступает в турнир, чтобы выиграть денежный приз и потратить его на поиски.                                                                           |
| Клаудио Серафино (яп. クラウディオ・セラフィーノ) | Италия            | Магия экзорцизма в стиле Сириуса | Лидер «Лучников Сириуса», группы экзорцистов, члены которой с древних времён изгоняют потусторонних монстров. Несмотря на попытки организации оставаться в тени, о ней узнали представители дзайбацу «Мисима» и пригласили присоединиться к их конгломерату, но члены организации отказали им. Дзайбацу «Мисима» начала оказывать давление на стрелков, что вынудило Клаудио начать расследование с целью установить мотивы корпорации.             |
| Кунимицу II (яп. 州光)                            | Япония            | Ниндзюцу Мандзи                  | Дочь первой Кунимицу, которая поступила в Политехническую школу Мисима, чтобы исследовать внутреннюю структуру дзайбацу «Мисима». Когда состояние её матери ухудшается, вторая Кунимицу решает добыть единственную вещь, которую та не смогла заполучить в прошлом — меч Ёсимицу, чтобы поднять её боевой дух. |
| Лаки Хлоя (яп. ラッキークロエ)                    | Неизвестно        | Фристайл-данс                    | Всемирно известный японский идол, которая подписала эксклюзивный контракт с Корпорацией G и стала лицом компании. В условиях военного времени руководство корпорации G использует её популярность в пропагандистских рекламах. |
| Лерой Смит (яп. リロイ・スミス)                   | США               | Вин-чун                          | После потери всей своей семьи во время перестрелки нью-йоркских уличных банд Лерой отправился путешествовать по миру в качестве торговца. Обосновавшись в Гонконге, он обучился боевому искусству Вин-Чу, а затем вернулся в родной город и отомстил заклятым врагам. Придя к выводу, что дзайбацу «Мисима» олицетворяет воцарившееся в мире зло, Лерой принял участие в турнире, чтобы уничтожить всех её представителей.                          |
| Лидия Собеска (яп. リディア・ソビエスカ)          | Польша            | Карате                           | Премьер-министр Польши, внучка бывшего президента страны, которая углубилась в политику после террористического акта, в результате которого погиб её отец. Когда война между Корпорацией G и дзайбацу «Мисима» развернулась на землях Польшу, Лидия потребовала вывести войска. Получив отказ и угрозу от действующего главы дзайбацу Хэйхати, Лидия зарегистрировалась на участие в турнире, чтобы добраться до него и провести прямые переговоры. |
| Мастер Рэйвен (яп. マスターレイヴン)              | Канада            | Ниндзюцу                         | Агент разведывательного управления ООН, которая вступает в турнир «Король Железного Кулака» по указанию руководства, когда ситуация в мире накаляется из-за войны между дзайбацу «Мисима» и Корпорацией G. |
| Фахумрам (яп. ファーカムラム)                     | Таиланд           | Муай-тай                         | Боец тайского бокса, который когда-то считался национальным героем Таиланда. В какой-то момент он нажил себе влиятельных врагов, из-за чего он и вся его семья попали под арест, а сам Фахумрам был вынужден участвовать в подпольных преступных турнирах. Когда дзайбацу «Мисима» объявила о проведении турнира, Фахумрам вышел на свободу, чтобы представлять интересы страны в обмен на освобождение его жены и дочери.                          |
| Шахин (яп. シャヒーン)                            | Саудовская Аравия | Армейский стиль                  | Сотрудник частной военной компании, которая специализируется на защите VIP-персон. После смерти его друга, являвшегося владельцем крупной нефтяной компании, акции этой компании приобрела Корпорация G. Подозревая, что смерть его друга не была случайностью, Шахин решил принять участие в турнире, чтобы собрать информацию о корпорации G. |

Гостевые
Tekken 7 стала первой игрой серии, в которой персонаж из другой франшизы играл важную роль в повествовании; в предыдущих частях были лишь гостевые, не фигурировшие в сюжетной кампании герои. Capcom разрешила Bandai Namco ввести в сюжет Акуму, персонажа их собственной игровой серии в жанре файтинг Street Fighter. Харада хотел, чтобы Акума стал полноценным антагонистом игры, у которого была бы мотивация сражаться. Это стало возможным в результате успешных переговоров между Харадой и продюсером Street Fighter Ёсинори Оно в 2012 году. Хотя персонажи двух франшиз должны были пересечься в так и не вышедшем кроссовере Tekken X Street Fighter, разработчики не использовали наработки из этого проекта и создавали внутриигровую модель Акумы с нуля. Оценивая конечный результат представители Capcom попросили уменьшить кандзи «Тэн» (яп. 天, «Небеса») на кимоно персонажа. Аналогичная ситуация происходила с Гисом Ховардом, героем игровой серии Fatal Fury. Представители SNK Corporation предложили разработчикам добавить этого персонажа в игру, так как, по мнению обеих сторон, он хорошо вписывался в сеттинг Tekken. SNK понравилась внутриигровая модель Гиса для игры, однако представители компании попросили изменить объём мышц на его спине. Первым гостевым персонажем из серии японских ролевых игр Final Fantasy стал Ноктис Люцис Кэлум, протагонист Final Fantasy XV. Ещё в годы выпуска первых игр Tekken на PlayStation представители Namco рассматривали возможность интегрировать в проекты их франшизы героев Square. Принимая во внимание успех FFXV в странах запада, Харада встретился с руководителем разработки FFXV Хадзимэ Табатой, чтобы обсудить возможность появления в Tekken 7 Ноктиса, которого он рассматривал как «глоток свежего воздуха» для серии.
| Имя                                                   | Происхождение     | Стиль боя    | Описание |
| ----------------------------------------------------- | ----------------- | ------------ | --- |
| Акума (яп. アクマ)                                    | Япония            | Ансацукэн    | Таинственный мастер боевых искусств, провозгласивший себя мастером Ансацукэн. Он бросает вызов Хэйхати и Кадзуе Мисимам, чтобы сдержать обещание, которое он когда-то дал Кадзуми Мисиме.    |
| Гис Ховард (яп. ギース・ハワード)                     | США               | Кобудо       | Криминальный авторитет Южного города и генеральный директор компании Howard Connection, который жаждет любой формы власти. Заинтересовавшись силой дьявольского гена, Гис вступает в турнир. |
| Ниган (яп. ニーガン)                                  | США               | Отсутствует  | Лидер группы людей под названием «Спасители». Вооружён бейсбольной битой, обмотанную колючей проволокой, которую он назвал в честь своей покойной жены Люсиль.                               |
| Ноктис Люцис Кэлум (яп. ノクティス・ルシス・チェラム) | Королевство Люцис | Вызов оружия | Законный наследник престола Королевства Люцис. Чтобы выполнить обещание, данное своему другу, Ноктис вступает в новую битву.                                                                 |

## Сюжет

### Сеттинг
События игровой серии Tekken разворачиваются в мире, где правят могущественные корпорации и сила. Глава специализирующейся на разработке оружия компании дзайбацу «Мисима» Хэйхати Мисима объявляет международный турнир боевых искусств «Король железного кулака», пообещав победителю крупную призовую сумму, а также саму компанию. Одним из участников становится сын Хэйхати, Кадзуя Мисима, который, за 21 год до начала сюжета, был сброшен отцом со скалы в возрасте 5 лет; таким образом Хэйхати хотел оценить его силу и понять, достоин ли Кадзуя быть его наследником. Мальчику удалось выжить благодаря пробудившейся в его теле генетической аномалии под названием «дьявольский ген», многократно увеличившей его силу и даровавшей возможность обращаться в демоническое существо. Добравшись до финала турнира, Кадзуя побеждает Хэйхати в бою и сбрасывает его со скалы, после чего становится следующим лидером дзайбацу «Мисима». Два года спустя, Кадзуя объявляет второй турнир «Король железного кулака», в котором принимает участие выживший Хэйхати. В конечном итоге последний выходит победителем из сражения и сбрасывает Кадзую в жерло вулкана, вернув бразды правления над дзайбацу. В это же время у Кадзуи появляется сын по имени Дзин от одной из участников турнира, Дзюн Кадзамы. Годы спустя, повзрослевший Дзин вступает в конфронтацию со своими воскресшим отцом и дедом, пробуждает собственный дьявольский ген и становится новым лидером дзайбацу. Кадзуя же захватывает власть в могущественной корпорации G, что выливается в полномасштабную войну между двумя могущественными организациями, охватившую весь мир.

### История

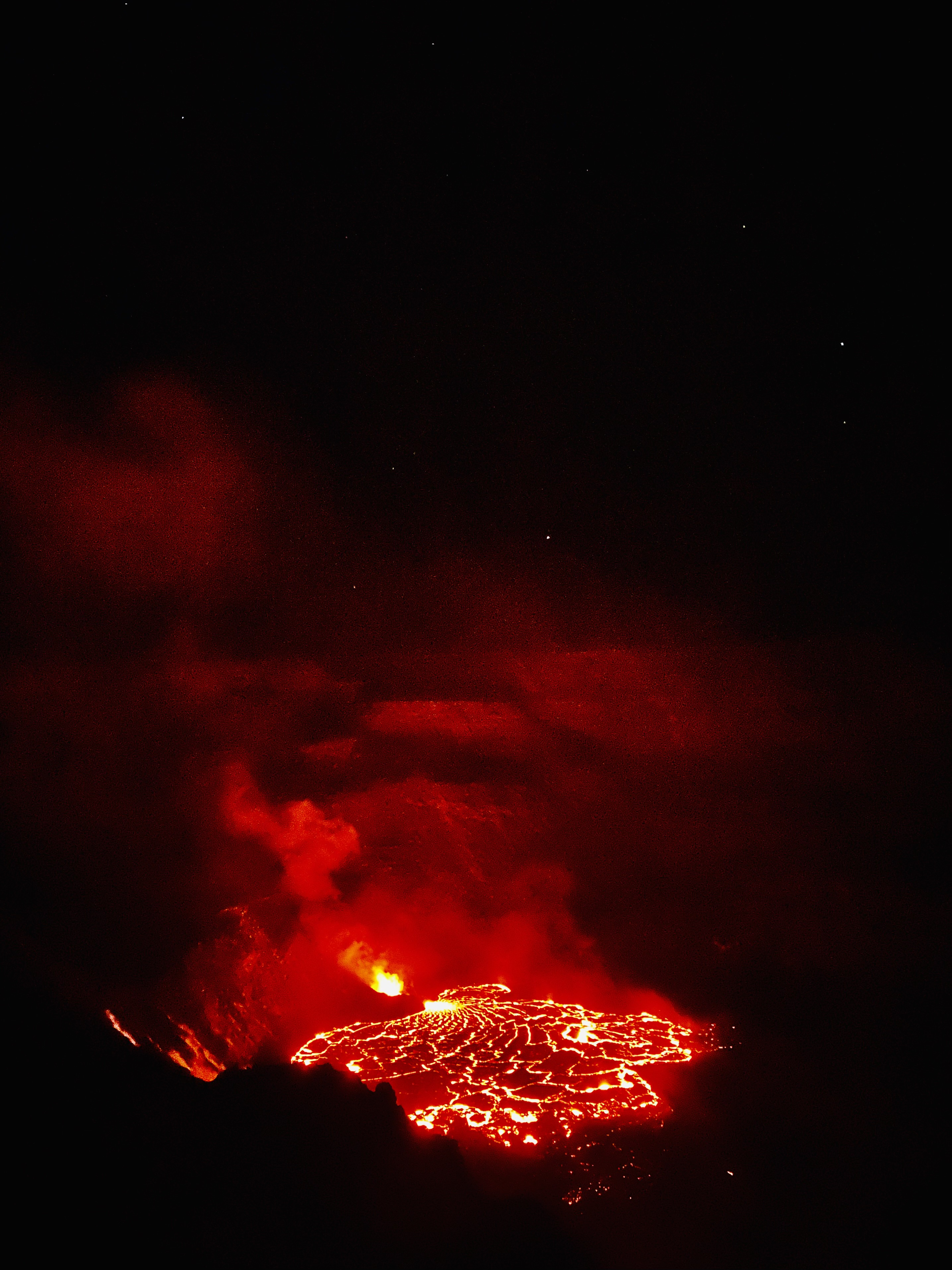
Финальное сражение между Хэйхати и Кадзуей разворачивается посреди извержения вулкана

Несмотря на исчезновение Дзина Кадзамы после инцидента с древним божеством Азазелем, война между дзайбацу «Мисима» и корпорацией G продолжается. Одной из жертв этого вооружённого конфликта становится неназванный журналист, потерявший жену и сына. Он решает изучить историю «проклятого клана Мисима», чтобы выявить причину их многолетнего противостояния, переросшего в международную катастрофу. Около 40 лет назад пятилетний Кадзуя вступил в неравный бой с Хэйхати, во время которого обвинил отца в убийстве своей матери Кадзуми. После жестокого избиения сына Хэйхати сбросил его со скалы. В настоящее время Хэйхати штурмует штаб-квартиру дзайбацу «Мисима», победив множество солдат из отряда Tekken Force во главе с заместителем Дзина Ниной Уильямс. Восстановив контроль над дзайбацу, Хэйхати объявляет седьмой турнир «Король железного кулака», чтобы заявить о своём возвращении Кадзуи. Также Хэйхати и Нина заключают союз с лидером итальянских экзорцистов «Лучников Сириуса» Клаудио Серафино, с помощью которого они намереваются раскрыть дьявольскую сущность Кадзуи в глазах общественности, воспринимающей его как героя. В это же время журналист устанавливает, что Хэйхати заточил своего отца Дзимпати Мисиму в тюрьму под храмом «Хон-Мару», убил Кадзуми и сбросил юного Кадзую со скалы в течение одного года. На Ближнем Востоке разведывательная группа ООН захватывает Дзина, однако тому удаётся избежать пленения с помощью своего дьявольского гена. Затем Дзина спасает его дядя Ларс Александерссон, лидер повстанческой группы «Иггдрасиль», и приводит племянника в штаб-квартиру компании Violet Systems, принадлежащей приёмному сыну Хэйхати Ли Чаолану. Пока Дзин восстанавливается от тяжёлых ранений, Ли ремонтирует андроида Алису Босконович, которая была серьёзно повреждена во время инцидента с Азазелем. Журналист выходит на Ли и Ларса, чтобы взять у них интервью, и едва не убивает находящегося без сознания Дзина, однако его останавливает Ларс, который заявляет, что только Дзину по силам остановить Хэйхати и Кадзую.
Пока Хэйхати медитирует в додзё «Мисима» на него нападает таинственный воин по имени Акума. Вскоре в додзё врываются многочисленные роботы серии «Джек-6», после чего Хэйхати и Акума объединяют усилия, чтобы уничтожить их. Когда бойцы возобновляют сражение Акума заявляет, что собирается убить Хэйхати и Кадзую, чтобы отплатить долг Кадзуми. Кадзуя подслушивает их разговор через выведенного из строя «Джека-6». В конечном итоге Акума, по всей видимости, убивает Хэйхати, однако тот, как выясняется позже, инсценирует смерть, чтобы ослабить бдительность своих врагов. Впоследствии Tekken Force во главе с Ниной вторгается на объект Violet Systems, где находится Дзин. Они пытаются захватить его, однако Алисе, Ли и Ларсу удаётся перехитрить солдат дзайбацу «Мисима» и успешно эвакуироваться вместе с Дзином. Между тем Акума прибывает в штаб-квартиру корпорации G, чтобы убить Кадзую. Последний отзывает своих солдат и отводит Акуму на крышу. На вопрос Кадзуи откуда он знает его мать Акума отвечает, что Кадзуми спасла ему жизнь, после чего он остался в неоплатном долгу перед ней. Во время развернувшегося между ними сражения Кадзуя преображается в свою дьявольскую форму. Хэйхати удаётся запечатлеть трансформацию и показать её в прямом эфире по всему миру. Затем Хэйхати использует орбитальный лазерный спутник дзайбацу «Мисима», с помощью которого он разрушает здание корпорации G и, по всей видимости, убивает Кадзую и Акуму. Тем не менее, Кадзуя выживает и, узнав из новостей о том, что мир отвернулся от корпорации G, сбивает спутник собственным лазером; его падение приводит к новым жертвам и дискредитирует дзайбацу в глазах общественности.
Хэйхати приглашает журналиста на встречу, чтобы рассказать ему свою историю. Он рассказывает собеседнику о том, как познакомился с Кадзуми: изначально молодые люди были соперниками, но затем полюбили друг друга и вступили в брак, в котором Кадзуми родила их единственного сына Кадзую. В какой-то момент Кадзуми прервала тренировку Хэйхати и заявила, что из-за него начнётся глобальная война, а мир погрузится в хаос. Затем она напала на своего мужа и приняла собственную дьявольскую форму, однако Хэйхати одолел Кадзуми и убил её, раздавив гортань. Опасаясь, что Кадзуя унаследовал дьявольский ген по материнской линии, Хэйхати сбросил сына со скалы, чтобы проверить свою теорию. Он выражает сожаление, что не убил Кадзую в тот момент и возлагает на себя вину за происходящие в мире события. Прежде чем уйти, Хэйхати поручает солдатам Tekken Force нокаутировать журналиста. Придя в себя, последний видит Ларса, вместе с которым прибывает в офис Violet Systems, где Ли, с помощью своего спутника, отслуживает местоположение Хэйхати и Кадзуи: отец и сын прибывают на вулкан, чтобы положить конец их многолетнему противостоянию.
Изначально Хэйхати одерживает верх в сражении, однако положение дел меняется, когда Кадзуя активирует свой дьявольский ген. Тем не менее, Хэйхати вновь удаётся пересилить своего сына и тот возвращается в нормальное состояние. Изнеможённые бойцы продолжают обмениваться ударами, однако, вспомнив о том, что Хэйхати убил его мать, а затем сбросил его самого со скалы, Кадзуя впадает в ярость и наносил сокрушительный удар отцу, из-за которого у последнего останавливается сердце. Одержав победу, Кадзуя бросает безжизненное тело Хэйхати в вулканическую лаву со словами: «В бою важно, кто останется на ногах. Больше ничто». Затем он замечает выжившего Акуму, после чего принимает дьявольскую форму и вступает с ним в битву, исход которой остаётся неизвестным. В это время Дзин приходит в себя и заявляет Ларсу, Ли и Алисе, что он убьёт Кадзую и остановит начатую ими войну.

## Разработка

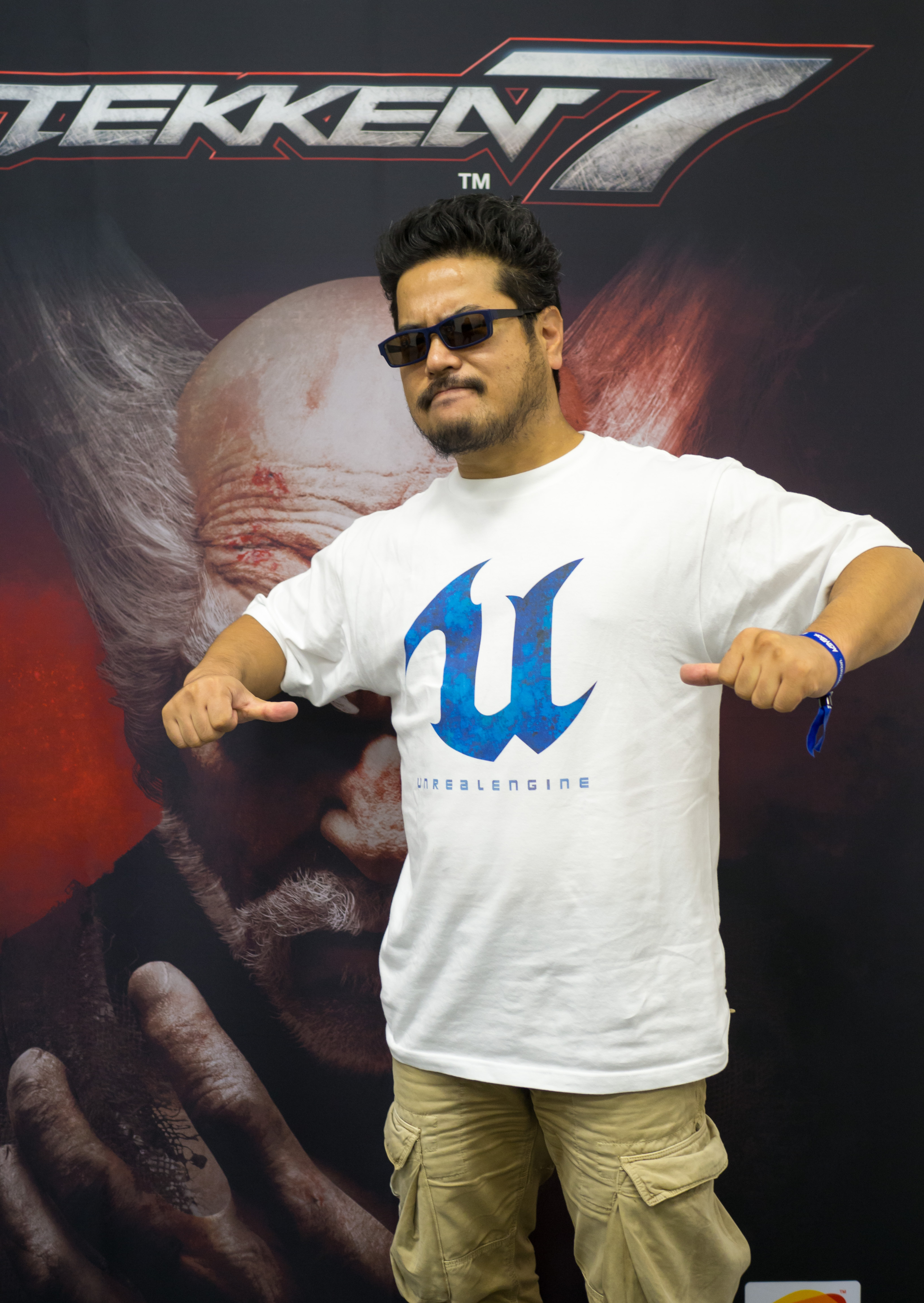
Один из руководителей разработки Tekken 7
Кацухиро Харада

За разработку игры отвечало структурное подразделение Bandai Namco Entertainment Tekken Project. По словам одного из руководителей разработки Кацухиро Харады, он и другие члены команды рассматривали каждую разрабатываемую игру серии как последнюю и не сожалели о принятых решениях. Разработчики приложили «особые усилия», чтобы сделать Tekken 7 более доступной игрой для новичков, по сравнению с предыдущими проектами серии. Чтобы достичь этого результата создатели задействовали имеющийся у них опыт работы над прошлыми частями и оптимизировали игровые системы путём исключения сложных в освоении механик и добавления новых элементов игрового процесса. Создатели учитывали критику фанатов в адрес предыдущих проектов и рассматривали их предложения относительно новой игры. В разработке Tekken 7 также приняли участие представители японской компании Arika: они отвечали за обновление программного обеспечения — его улучшение и исправление внутриигровых ошибок, а также функционирование многопользовательского режима.

### Технические особенности
| Системные требования | Системные требования                                    | Системные требования                                     |
| -------------------- | ------------------------------------------------------- | -------------------------------------------------------- |
|                      | Минимальные                                             | Рекомендуемые                                            |
| Windows              |                                                         |                                                          |
| ОС                   | 64-разрядные Windows 7, Windows 8.1 или Windows 10      | 64-разрядные Windows 7, Windows 8.1 или Windows 10       |
| ЦПУ                  | Intel Core i3-4160 или эквивалент Ryzen                 | Intel Core i5-4690 или эквивалент Ryzen                  |
| Объём ОЗУ            | 6 ГБ                                                    | 8 ГБ                                                     |
| Место на диске       | 60 ГБ                                                   | 60 ГБ                                                    |
| Видеокарта           | NVIDIA GeForce GTX 660 или эквивалент Radeon DirectX 11 | NVIDIA GeForce GTX 1060 или эквивалент Radeon DirectX 11 |

В отличие от предыдущих частей серии Tekken 7 разрабатывалась на движке Unreal Engine 4 от Epic Games, который, по словам представителей Bandai Namco, был прост в использовании и не только обеспечил высокое качество визуальной составляющей игры, но и позволил им без труда портировать её на любую из консолей следующего поколения. По словам старшего геймдизайнера Майкла Мюррея, разработчики использовали этот движок только для улучшения графики, тогда как в основе самой игры лежал их собственный скрипт. Харада подчеркнул, что благодаря отсутствию необходимости создавать движок с нуля команда «сосредоточила усилия на том, чтобы сделать Tekken 7 первоклассной игрой». Харада и другие члены команды осознавали, что с течением времени возросли запросы потребителей: если раньше они довольствовались «надёжной механикой файтингов и определённым количеством персонажей», то с появлением новых режимов и многопользовательского режима разработчикам пришлось делать упор на графике и дизайне локаций. Визуальный менеджер игры отметил, что благодаря имеющимся в Unreal Engine 4 эффектам постобработки разработка игры проходила значительно быстрее.
Разработчики переосмыслили некоторые элементы игрового процесса одной из предыдущих игр серии — Tekken Tag Tournament 2: в игру не вернулась механика парных сражений, так как, по словам Харады, она оказывала большую нагрузку на процессор и графический движок, а также не вписывалась в структуру основных игр серии, предполагающую бои в режиме один на один. С помощью новой механики Screw, представляющей собой улучшенную версию предшествующей ей Bound, создатели хотели ограничить «чрезмерно продолжительные комбо». Они увеличили скорость подъёма бойцов с земли, чтобы упростить игровой процесс для продвинутый и менее опытных пользователей. Также разработчики исключили возможность настройки количества очков здоровья перед боями, которая присутствовала в более ранних играх серии, так как игроки нечасто использовали её.
На игровой выставке Tokyo Game Show 2014 Харада упомянул, что команда планирует добавить в игру две новые механики, которые «вернут франшизу к её корням», одной из которых будет двухмерный файтинг. Ещё во время разработки Tekken 5 (2004) Харада хотел добавить в игру «эффект сверхзамедления», чтобы сражения смотрелись более кинематографично. Другой руководитель разработки Кохэй Икэда заявил, что благодаря этому «захватывающему» эффекту игроки «проникаются кульминацией сражения» вне зависимости от уровня мастерства. Ещё одним нововведением боевой системы стала механика Rage Art, с помощью которой игроки получили возможность переломить ход сражения в свою пользу. Tekken 7 стала первой игрой франшизы для PlayStation VR. Харада не хотел, чтобы в режиме виртуальной реальности был вид от первого лица, так как считал, что немногие игроки захотели бы получить опыт, при котором их бы избивали профессиональные боксёры или бойцы.

### Версии игры

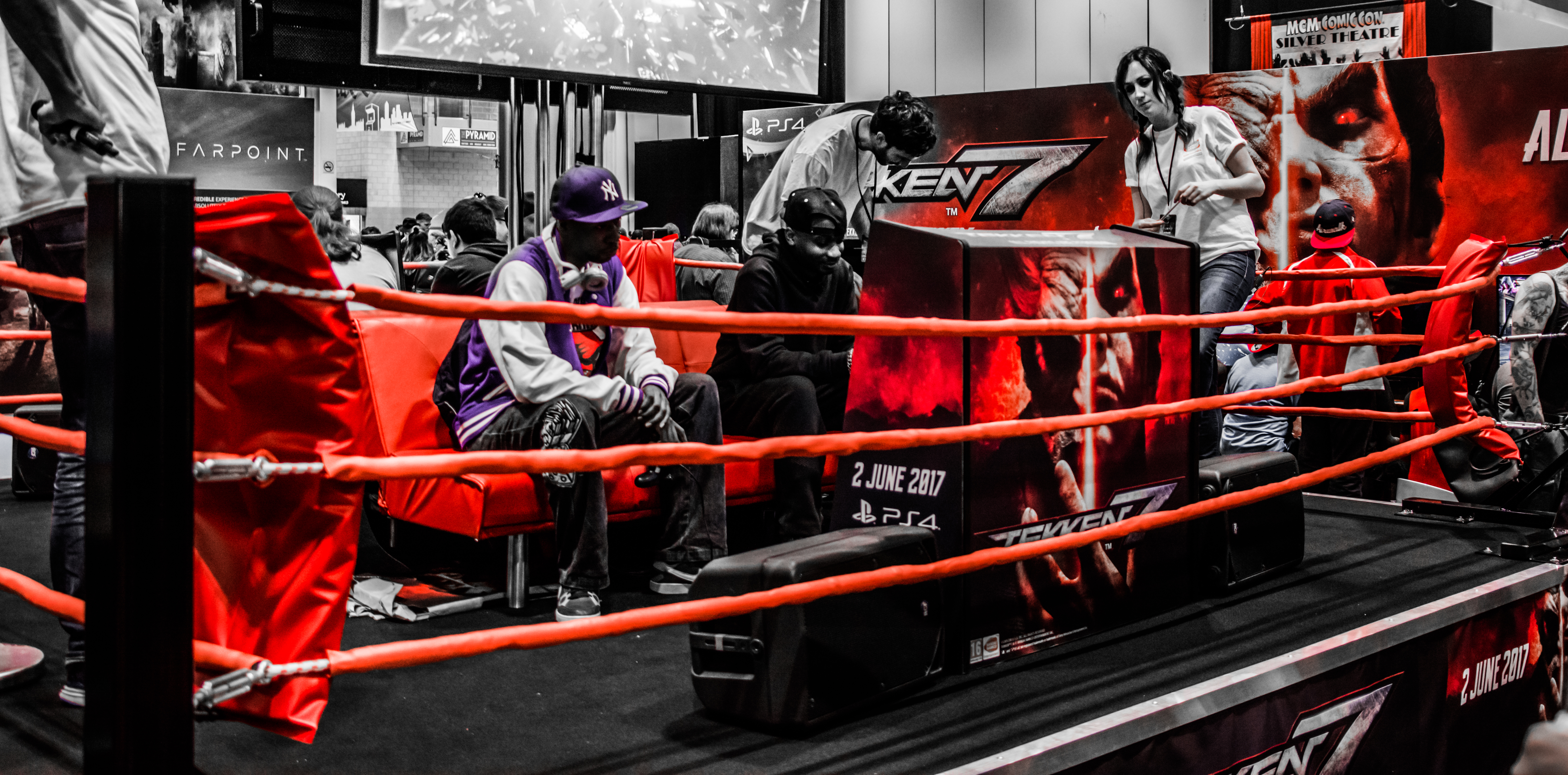
Турнир по Tekken 7: Fated Retribution на MCM London Comic Con 2017

Bandai Namco создала три версии игры — для аркадных автоматов, которая была выпущена к 20-летию франшизы, её обновлённый вариант с подзаголовком Fated Retribution, и версию для домашних консолей. Сотрудники Bandai Namco начали создавать сетевой код «во времена Tekken Tag Tournament 2» и завершили его к релизу «аркадной версии» Tekken 7, в результате чего она стала первым файтингом для аркадных автоматов, в котором присутствовал многопользовательский режим, позволяющий игрокам проводить онлайн-поединки из различных торговых центров по всему миру. Разработчики настроили ИИ таким образом, чтобы тот мог анализировать навыки игроков и подбирать им противников со схожим уровнем мастерства. Для аркадных автоматов с двумя экранами была добавлена новая «система рендеринга камеры», позволяющая обоим игрокам начинать сражения с левой стороны соответствующих экранов. Разработчики добавили эту функцию, чтобы сделать игровой процесс для вторых игроков более комфортным, так как в одиночных режимах персонажи по умолчанию начинают сражения слева. Харада подчеркнул важность аркадной версии, так как она приносит Bandai Namco «определённый доход», который затем используется для создания консольной версии и добавления в игру дополнительного контента.
При создании обновлённой аркадной версии с подзаголовком Fated Retribution, также известной как Tekken 7.5, разработчики уже имели опыт в обращении с Unreal Engine, поэтому они улучшили отдельные элементы визуальной составляющей. Как и в случае с Tekken 5: Dark Resurrection и Tekken 6: Bloodline Rebellion, в обновлении появились дополнительные игровые персонажи. Разработчики усовершенствовали механику Rage Art: если на момент нахождения в режиме Rage у игрока оставалось небольшое количество очков здоровья, его специальная атака становилась ещё более разрушительной. 
Как и в случае с предыдущими основными частями серии, разработчики учитывали недочёты аркадной версии при создании порта. Икэда отметил, что команда создавала «домашнюю версию» для всех интересующихся франшизой игроков, поэтому, чтобы сделать погружение неопытных пользователей в игровой процесс и сюжет более комфортным, разработчики добавили в сражения командное меню, при помощи которого эти игроки могли бы выполнять специальные приёмы и сложные комбинации путём нажатия одной единственной кнопки. Также создатели пересказали ключевые моменты сюжетных кампаний шести предыдущих игры серии в нескольких роликах, общий хронометраж которых превысил 6 часов; они считали, что это поможет сократить время на изучение сеттинга Tekken. Создатели не стали включать в игру режим Tekken Force, который изначально создавался для Tekken 3 (1997) как дань уважения «хитам 80-х», затем вернулся в Tekken 4 (2001) и превратился в сюжетную кампанию в Tekken 6. Харада объяснил это решение желанием разработчиков сосредоточить усилия на режиме истории.

### Сценарий
Многие хотят верить, что в мире царят закон и здравый смысл, однако на деле важна лишь сила, о чём также заявляет Кадзуя. Сила проявляется в авторитете, финансовом могуществе и мощном оружии, существует много её разновидностей. Этому посвящена история Tekken, которая раскрывает сущность самих людей, а не идею закона и порядка.
Сюжетная кампания игры посвящена противостоянию Хэйхати и Кадзуи Мисима, а также раскрытию причин их конфликта. Харада описал сюжет седьмой части как «важную веху» истории, начавшейся в 1994 году. Несмотря на то, что руководителю разработки хотелось продолжить работу над образами Хэйхати и Кадзуей в последующих играх, он принял решение «двигаться вперёд и продолжать бороться», так как, по его мнению, «и отец, и сын хотели закончить эту вражду». Один из основных протагонистов серии Дзин Кадзама не участвовал в семейном конфликте, так как, несмотря на кровное родство с Мисима, он относил себя к другому клану. В то время как в предыдущих проектах серии повествование разворачивалось через их вступительные ролики, а также через финальные ролики игровых персонажей, в Tekken 7 используется иной подход, который Харада назвал «эволюционным». Разработчики усердно работали над сюжетом игры, чтобы обеспечить максимальное погружение игроков в историю Tekken 7. Общий хронометраж кат-сцен из режима истории составил около 80 минут. Разработчики добивались плавного перехода от внутриигровых видео к битвам и наоборот. Икэда отметил, что: «в обычных играх персонажи получают увечья во время кат-сцен, а сам игровой процесс начинается с того момента, когда они поднимаются на ноги. Начните игру с того момента, когда вас ударили или взорвали»; по мнению руководителя разработки, благодаря подобному подходу игроки не теряют бдительности и испытывают волнение, что помогает им лучше окунуться в сюжет. Создатели понимали, что пользователи не управляли большей частью персонажей, поэтому добавили Auto Combo для более комфортного и зрелищного прохождения.

### Музыка
| №                   | Название                                       | Музыка              | Длительность |
| ------------------- | ---------------------------------------------- | ------------------- | ------------ |
| 1.                  | «Heat Haze Shadow»                             | AJURIKA             | 1:56         |
| 2.                  | «Fight Night (Arcade Menu и Character Select)» | Таку Иноуэ          | 3:33         |
| 3.                  | «Dojo 1st»                                     | Рио Хамамото        | 3:19         |
| 4.                  | «Dojo 2nd»                                     | Рио Хамамото        | 3:16         |
| 5.                  | «Ruin 65 1st»                                  | Таку Иноуэ          | 2:48         |
| 6.                  | «Ruin 65 2nd»                                  | Таку Иноуэ          | 2:48         |
| 7.                  | «Equator Line 1st»                             | AJURIKA             | 3:02         |
| 8.                  | «Equator Line 2nd»                             | AJURIKA             | 3:34         |
| 9.                  | «Arctic Snowfall 1st»                          | Кейити Окабэ        | 3:40         |
| 10.                 | «Arctic Snowfall 2nd»                          | Кейити Окабэ        | 4:02         |
| 11.                 | «The Day Before The Glass Matrix 1st»          | Sanodg              | 4:02         |
| 12.                 | «The Day Before The Glass Matrix 2nd»          | Sanodg              | 3:23         |
| 13.                 | «Empty Your Mind 1st»                          | AJURIKA             | 3:32         |
| 14.                 | «Empty Your Mind 2nd»                          | AJURIKA             | 3:13         |
| 15.                 | «A Grain of Sand 1st»                          | AJURIKA             | 4:12         |
| 16.                 | «A Grain of Sand 2nd»                          | AJURIKA             | 5:52         |
| 17.                 | «Volcano 1st»                                  | Рио Хамамото        | 3:09         |
| 18.                 | «Volcano 2nd»                                  | Рио Хамамото        | 5:35         |
| 19.                 | «Kazumi’s Theme»                               | Рио Хамамото        | 5:46         |
| 20.                 | «Devil Kazumi’s Theme»                         | Рио Хамамото        | 4:34         |
| 21.                 | «VREDE (Lars’s Theme)»                         | BatAAr              | 3:17         |
| 22.                 | «Dream Chest»                                  | AJURIKA             | 2:09         |
| 23.                 | «Continue?»                                    | Таку Иноуэ          | 0:58         |
| 24.                 | «Gameover»                                     | Таку Иноуэ          | 0:06         |
| 25.                 | «The Long Goodbye»                             | Таку Иноуэ          | 2:46         |
| Общая длительность: | Общая длительность:                            | Общая длительность: | 83:00        |

| №                   | Название                         | Музыка | Длительность |
| ------------------- | -------------------------------- | --- | ------------ |
| 1.                  | «Nonstop Audio:Combination Arms» | Таку Иноуэ, Хироси Окубо, Ю Миякэ, AJURIKA, Кейити Окабэ, Синдзи Хосоэ, Рио Хамамото, Sanodg, Кэики Кобаяси, Ёсихито Яно, Акитака Тояма, Аяко Сасо | 56:49        |
| Общая длительность: | Общая длительность:              | Общая длительность: | 56:49        |

| №                   | Название                       | Музыка                      | Длительность |
| ------------------- | ------------------------------ | --------------------------- | ------------ |
| 1.                  | «Beginning of the end»         | Рио Хамамото                | 3:35         |
| 2.                  | «Solitude»                     | Таку Иноуэ                  | 3:52         |
| 3.                  | «Tonight Is The Night»         | Таку Иноуэ                  | 2:42         |
| 4.                  | «Midnight Closet»              | Таку Иноуэ                  | 5:25         |
| 5.                  | «Beginning»                    | Рио Хамамото                | 4:17         |
| 6.                  | «DUOMO DI SIRIO 1st»           | Го Сиина                    | 3:05         |
| 7.                  | «DUOMO DI SIRIO 2nd»           | Го Сиина                    | 1:46         |
| 8.                  | «Attack on Rhythm 1st»         | Ю Миякэ                     | 3:18         |
| 9.                  | «Attack on Rhythm 2nd»         | Ю Миякэ                     | 2:53         |
| 10.                 | «Distorter 1st»                | Таку Иноуэ                  | 2:46         |
| 11.                 | «Distorter 2nd»                | Таку Иноуэ                  | 3:04         |
| 12.                 | «Lonesome City Jazz Party 1st» | Таку Иноуэ                  | 3:54         |
| 13.                 | «Lonesome City Jazz Party 2nd» | Таку Иноуэ                  | 2:56         |
| 14.                 | «House of Hachijyou»           | Рио Хамамото                | 4:05         |
| 15.                 | «I’m Here Now 7’s remix»       | AJURIKA                     | 4:53         |
| 16.                 | «BRIMSTONE & FIRE 1st»         | Рио Хамамото                | 4:19         |
| 17.                 | «BRIMSTONE & FIRE 2nd»         | Рио Хамамото                | 3:44         |
| 18.                 | «Heat Haze Shadow 1st»         | AJURIKA                     | 3:40         |
| 19.                 | «Heat Haze Shadow 2nd»         | AJURIKA                     | 3:51         |
| 20.                 | «Hatred»                       | Рио Хамамото                | 3:23         |
| 21.                 | «Desperate struggle»           | Рио Хамамото                | 3:27         |
| 22.                 | «PRECIPICE OF FATE 1st»        | Рио Хамамото                | 3:04         |
| 23.                 | «PRECIPICE OF FATE 2nd»        | Рио Хамамото                | 2:52         |
| 24.                 | «Violet Systems 1st»           | Хироси Окубо                | 5:25         |
| 25.                 | «Violet Systems 2nd»           | Хироси Окубо                | 3:13         |
| 26.                 | «Hideaway 1st»                 | Рио Хамамото                | 3:45         |
| 27.                 | «Hideaway 2nd»                 | Рио Хамамото                | 2:56         |
| 28.                 | «KINDER GYM 1st»               | Рио Хамамото                | 2:21         |
| 29.                 | «KINDER GYM 2nd»               | Рио Хамамото                | 3:02         |
| 30.                 | «Moonsiders 1st»               | Таку Иноуэ                  | 3:46         |
| 31.                 | «Moonsiders 2nd»               | Таку Иноуэ                  | 2:42         |
| 32.                 | «The Motion»                   | Ю Миякэ                     | 6:58         |
| 33.                 | «Aloneness ~ The Long Goodbye» | Таку Иноуэ                  | 5:49         |
| 34.                 | «TANGO-I»                      | Кацуро Тадзима              | 3:05         |
| 35.                 | «NOSTALGIA»                    | Кацуро Тадзима              | 2:35         |
| 36.                 | «CANTO-I»                      | Кацуро Тадзима              | 1:44         |
| 37.                 | «ELEGY-I»                      | Кацуро Тадзима              | 1:51         |
| 38.                 | «ELEGY-II»                     | Кацуро Тадзима              | 2:07         |
| 39.                 | «MOONLIGHT FOREST»             | Кацуро Тадзима              | 1:05         |
| 40.                 | «ELEGY-III»                    | Кацуро Тадзима              | 0:53         |
| 41.                 | «TANGO-II»                     | Кацуро Тадзима              | 1:10         |
| 42.                 | «WALTZ»                        | Кацуро Тадзима              | 3:56         |
| 43.                 | «SUNBEAMS»                     | Кацуро Тадзима              | 4:11         |
| 44.                 | «RESTLESS»                     | Кацуро Тадзима              | 2:28         |
| 45.                 | «UNEASY-I»                     | Кацуро Тадзима              | 1:02         |
| 46.                 | «UNEASY-II»                    | Кацуро Тадзима              | 1:14         |
| 47.                 | «HOMENAJE»                     | MANUEL FALLA                | 3:35         |
| 48.                 | «PRELUDE»                      | J.S.BACH                    | 1:55         |
| 49.                 | «JULIA FLORIDA»                | A.P.BARRIOS                 | 5:05         |
| 50.                 | «CANCO DEL LLADRE»             | SPANISH FOLK SONG, M.LLOBET | 2:31         |
| 51.                 | «LEYENDA»                      | I.ALBENIZ                   | 7:48         |
| 52.                 | «Hwoarang’s Ending»            | Харуки Ямада                | 0:34         |
| 53.                 | «Devil Jin’s Ending»           | Харуки Ямада                | 0:39         |
| 54.                 | «Katarina Alves’ Ending»       | Кацуро Тадзима              | 0:44         |
| 55.                 | «Gigas’s Ending»               | Харуки Ямада                | 0:43         |
| 56.                 | «Lucky Chloe’s Ending»         | Харуки Ямада                | 1:03         |
| 57.                 | «Eddy Gordo’s Ending»          | Харуки Ямада                | 0:35         |
| 58.                 | «Master Raven’s Ending»        | Рио Хамамото                | 0:41         |
| 59.                 | «Sergei Dragunov’s Ending»     | Кацуро Тадзима              | 0:31         |
| 60.                 | «Paul Phoenix’s Ending»        | Харуки Ямада                | 0:36         |
| 61.                 | «Panda’s Ending»               | Харуки Ямада                | 0:30         |
| 62.                 | «Josie’s Ending»               | Харуки Ямада                | 0:38         |
| 63.                 | «Kuma’s Ending»                | Харуки Ямада                | 0:46         |
| 64.                 | «Bob’s Ending»                 | Харуки Ямада                | 0:23         |
| 65.                 | «Bryan’s Ending»               | Рио Хамамото                | 0:36         |
| 66.                 | «Steve’s Ending»               | Ёсинори Кавамото            | 1:45         |
| 67.                 | «Nina’s Ending»                | Ёсинори Кавамото            | 0:18         |
| 68.                 | «Lili’s Ending»                | Кенсукэ Инагэ               | 0:46         |
| 69.                 | «Asuka’s Ending»               | Кенсукэ Инагэ               | 1:19         |
| 70.                 | «Xiaoyu’s Ending»              | Кенсукэ Инагэ               | 0:45         |
| 71.                 | «Claudio’s Ending»             | Харуки Ямада                | 0:32         |
| 72.                 | «Feng Wei’s Ending»            | Ёсихито Яно                 | 0:45         |
| 73.                 | «Law’s Ending»                 | Ёсихито Яно                 | 1:02         |
| 74.                 | «Leo’s Ending»                 | Харуки Ямада                | 0:36         |
| 75.                 | «Yoshimitsu’s Ending»          | Харуки Ямада                | 0:40         |
| 76.                 | «Miguel’s Ending»              | Кенсукэ Инагэ               | 1:20         |
| 77.                 | «Shaheen’s Ending»             | Кенсукэ Инагэ               | 1:03         |
| 78.                 | «King’s Ending»                | Харуки Ямада                | 0:48         |
| 79.                 | «Jack’s Ending»                | Харуки Ямада                | 0:44         |
| 80.                 | «Eliza’s Ending»               | Дзюнити Накацуру            | 0:49         |
| 81.                 | «Ball Wall»                    | Рио Хамамото                | 5:29         |
| 82.                 | «Fever Night»                  | Рио Хамамото                | 2:16         |
| 83.                 | «Convention Opening»           | Рио Хамамото                | 2:05         |
| 84.                 | «Dojo 1st Remix»               | Рио Хамамото                | 1:29         |
| 85.                 | «Dojo 2nd Remix»               | Рио Хамамото                | 1:22         |
| 86.                 | «Destiny»                      | Рио Хамамото                | 2:55         |
| 87.                 | «Conceal within the heart»     | Рио Хамамото                | 1:37         |
| 88.                 | «Memories»                     | Рио Хамамото                | 2:17         |
| 89.                 | «Fighter Song»                 | Рио Хамамото                | 2:01         |
| 90.                 | «Solitude»                     | Таку Иноуэ                  | 1:13         |
| 91.                 | «Tonight Is The Night»         | Таку Иноуэ                  | 1:01         |
| 92.                 | «Metallic Experience 1st»      | Ю Миякэ                     | 4:53         |
| 93.                 | «Metallic Experience 2nd»      | Ю Миякэ                     | 2:49         |
| 94.                 | «A・U・N 1st»                  | Рио Хамамото                | 3:58         |
| 95.                 | «A・U・N 2nd»                  | Рио Хамамото                | 4:09         |
| 96.                 | «Abandoned Temple Final 1st»   | Рио Хамамото                | 4:14         |
| 97.                 | «Abandoned Temple Final 2nd»   | Рио Хамамото                | 4:10         |
| 98.                 | «Aloneness»                    | Таку Иноуэ                  | 5:49         |
| Общая длительность: | Общая длительность:            | Общая длительность:         | 242:50       |

| №                   | Название                    | Музыка                                                                           | Длительность |
| ------------------- | --------------------------- | -------------------------------------------------------------------------------- | ------------ |
| 1.                  | «Nonstop Audio:Raging Arms» | Таку Иноуэ, Хироси Окубо, Ю Миякэ, AJURIKA, Кейити Окабэ, Го Сиина, Рио Хамамото | 29:29        |
| Общая длительность: | Общая длительность:         | Общая длительность:                                                              | 29:29        |

## Продвижение и выпуск
В июле 2014 года Bandai Namco анонсировала Tekken 7 во время киберспортивного турнира по файтингам EVO 2014. В том же месяце компания разместила в сети первый трейлер к игре, в котором состоялся дебют Кадзуми, а также было показано начало финального противостояния Хэйхати и Кадзуи; также трейлер подчёркивал, что в этой части франшизы завершится «сага семьи Мисима». В следующем году аркадная версия Tekken 7 пополнила число файтингов, турниры кпо по которым проводились на EVO 2015.
В рамках продвижения Tekken 7 Bandai Namco провела несколько с другими компаниями и брендами, чтобы привлечь внимание новой аудитории к франшизе. С 23 января по 22 февраля 2017 года, в рамках сотрудничества между Bandai Namco и New Japan Pro-Wrestling в Fated Retribution появился альтернативный костюм для Кинга, основанный на снаряжении рестлера Кадзутики Окады, а также изменился Rage Art персонажа. Чтобы получить его, игроки должны были провести несколько сетевых боёв. Также у них появилась возможность разблокировать тематические футболки New Japan Pro Wrestling x Heihachi и Bullet Club. Одновременно с этим в продажу поступили другие футболки для игроков, а именно King x Okada Kazuchika и New Japan Pro-Wres.
|                                                                                           |  |  |
| Стенд Tekken 7 на Gamescom и косплеерши Асуки, Лили и Лаки Хлои на «Игромире» в 2016 году |  |  |

### Выпуск
Во время Tokyo Game Show 2014 Харада объявил, что в октябре того же года в Японии состоится предварительное тестирование аркадной версии игры, на котором будут доступны два новых персонажа; одной из них была обозначена Катарина. Незадолго до начала тестирования Shoryuken поделился подробностями о новых механиках боевой системы — Rage Arts и Power Crush, а также раскрыл личность второго «новичка» — Клаудио; другими доступными персонажами были: Кадзуя, Хэйхати, Ларс, Асука, Лили, Алиса, Пол, Ло, Сяоюй, Кинг, Драгунов, Брайан, Лео, Фэн, Стив и Хваран. Изначально релиз аркадной версии Tekken 7 должен был состояться в феврале 2015 года.

#### Загружаемый контент
Ранее Bandai Namco выпускала бесплатные DLC в течение двух или трёх месяцев с момента выхода предыдущих проектов серии Tekken, однако, в случае с Tekken 7, разработчики решили увеличить период поддержки игры. Харада, в частности, рассматривал DLC как возможность «продлить жизнь» игры.

## Восприятие
| Сводный рейтинг       | Сводный рейтинг                           |
| Агрегатор             | Оценка                                    |
| --------------------- | ----------------------------------------- |
| GameRankings          | (PC) 83,21 % (PS4) 81,00 % (XONE) 82,20 % |
| Metacritic            | (PC) 83/100 (PS4) 82/100 (XONE) 84/100    |
| Иноязычные издания    |                                           |
| Издание               | Оценка                                    |
| Destructoid           | 8/10                                      |
| EGM                   | 7,5/10                                    |
| Famitsu               | 36/40                                     |
| Game Informer         | 8/10                                      |
| GameRevolution        | [ 59 ]                                    |
| GameSpot              | 8/10                                      |
| GamesRadar+           | [ 61 ]                                    |
| IGN                   | 9,5/10                                    |
| PC Gamer (US)         | 79/100                                    |
| Polygon               | 8/10                                      |
| Русскоязычные издания |                                           |
| Издание               | Оценка                                    |
| «IGN Россия»          | 7,5/10                                    |
| Riot Pixels           | 80 %                                      |
| «Игромания»           | 8,5/10                                    |
| «Игры Mail.ru»        | 8/10                                      |
| «Канобу»              | 9/10                                      |
| «НИМ»                 | 8,6/10                                    |
| GameTech              | 80/100                                    |
| GoHa.ru               | 9/10                                      |
| Мир фантастики        | 8/10                                      |

### Продажи
За первый месяц с момента выхода Tekken 7 было продано свыше двух миллионов копий игры.

### Награды и номинации
| Год  | Премия                                                | Категория                 | Результат |
| ---- | ----------------------------------------------------- | ------------------------- | --------- |
| 2016 | Game Critics Awards                                   | Лучший файтинг            | Номинация |
| 2017 | The Game Awards                                       | Лучший файтинг            | Номинация |
| 2018 | D.I.C.E. Awards                                       | Файтинг года              | Номинация |
| 2018 | National Academy of Video Game Trade Reviewers Awards | Игра, Файтинг-франшиза    | Победа    |
| 2018 | SXSW Gaming Awards                                    | Киберспортивная игра года | Номинация |